# بابلو سانشيز (لاعب كرة قدم إسباني)
بابلو سانشيز (بالإسبانية: Pablo Sánchez Niño)‏ هو لاعب كرة قدم إسباني في مركز حراسة المرمى، ولد في 20 أكتوبر 1995 في لندن في المملكة المتحدة. لعب مع AS Giana Erminio ‏.

## وصلات خارجية
- بابلو سانشيز (لاعب كرة قدم إسباني) على موقع Soccerway.com (الإنجليزية)